# Creu de Santa Digna
La Creu de Santa Digna és una creu de terme de Vilafranca del Penedès (Alt Penedès) protegida com a Bé Cultural d'Interès Local.

## Història
Hi ha referències de la creu des del segle xv, amb diverses denominacions. L'any 1422 com a creu de n'Espitlles i estava situada al camí que portava al Molí d'en Rovira; l'any 1542 com a creu d'en Bossagoll; l'any 1662 com creu de Miser Bernat Llaurador. Situada a l'extrem del carrer de Santa Digna, no ha rebut aquesta denominació fins a temps molt recents. L'any 1934 fou enderrocada i l'any 1945 restablerta, es va situar enlairada a l'extrem del passeig de Rafael Soler, al costat de les escales que baixaven al pas a nivell. En desaparèixer aquest, es va traslladar a un indret proper i en l'actualitat ha quedat i dona nom a una plaça sobre la llosa de cobertura de les vies.

## Descripció
Creu de pedra d'entrada al poble, composta d'una base octogonal i tres esglaons, pedestal de secció octogonal decreixent, un fust llis també de secció octogonal, un capitell cúbic i la creu, de braços trebolats amb relleu del Crist crucificat a una banda i relleu desdibuixat a l'altre. Mesura 4,75 m d'alçada.